# Rio Dourados
O rio Dourados, chamado usualmente de rio Dourado, é um curso de água localizado inteiramente no estado de Mato Grosso do Sul, Brasil. Pertence à bacia hidrográfica do Rio Paraná. O rio nasce no território do município de Antônio João, em uma fazenda de propriedade privada, aproximadamente a 5 quilômetros do centro da cidade. Seus principais afluentes são os rios Samambaia, Santa Virgínia, Lajeado, São João e o Córrego Paragem. 
Além do local de sua nascente, Antônio João, o curso d'água atravessa os municípios de Dourados e Fátima do Sul, desembocando no rio Ivinhema na região de Deodápolis . Além disso, o rio serve como limite natural entre os municípios de Dourados e Ponta Porã, Dourados e Deodápolis e entre Dourados e Caarapó.
O rio Dourados desagua no rio Ivinhema, eis que a nascente do Rio Ivinhema se dá na Serra de Maracaju, sendo que ao passar pelo municipio de  Rio Brilhante, recebe também o nome de Rio Brilhante e desemboca no rio Paraná.